# Antoni Humeniuk
Ks. por. Antoni Humeniuk (ur. 3 grudnia 1975 w Słubicach, zm. 22 listopada 2018 w Gorzowie Wielkopolskim) – ksiądz, porucznik Wojska Polskiego, 2016–2018 proboszcz parafii wojskowej pw. św. Gabriela Archanioła, kapelan jednostek i instytucji wojskowych w Zegrzu oraz Stowarzyszenia "Wizna 1939".

## Życiorys
Ukończył Wyższe Seminarium Duchowne Diecezji Zielonogórsko-Gorzowskiej w Gościkowie-Paradyżu. 22 maja 2004 r. święcenia kapłańskie otrzymał w katedrze z rąk bp. Adama Dyczkowskiego.
W diecezji zielonogórsko-gorzowskiej pełnił posługę w parafii pw. Wniebowzięcia NMP w Przemkowie, pw. Miłosierdzia Bożego w Świebodzinie, pw. Najświętszego Zbawiciela w Gorzowie Wielkopolskim.
W 2011 r. uczestniczył kursie dla kapelanów na czas "W" w Wyższej Szkole Oficerskiej Wojsk Lądowych im. Tadeusza Kościuszki we Wrocławiu.
25 sierpnia 2014 r. rozpoczął posługę kapelana w Ordynariacie Polowym WP i dekretem bp. Józefa Guzdka został skierowany jako wikariusz do parafii wojskowej pw. św. Franciszka z Asyża w Wałczu. Pełnił tam również funkcję kapelana w Garnizonie Wałcz i Mirosławiec.
Od 19 marca 2015 r. był wikariuszem parafii wojskowo-cywilnej pw. Niepokalanego Poczęcia NMP w Lublinie oraz kapelanem 1. Wojskowego Szpitala Klinicznego z Polikliniką SPZOZ w Lublinie.
24 listopada 2015 r. mianowany wikariuszem parafii wojskowej pw. św. Agnieszki w Krakowie. Pełnił funkcję kapelana wojskowego w następujących jednostkach: 8 Bazie Lotnictwa Transportowego Kraków-Balice, 3 Rejonie Wsparcia Teleinformatycznego SP Kraków-Balice, 1 Regionalnym Ośrodku Dowodzenia i Naprowadzania, 35 Wojskowym Oddziale Gospodarczym oraz 5 Kresowym Batalionie Dowodzenia Rząska.
Członek Światowego Związku Polskich Żołnierzy Łączności, Honorowy Dawca Krwi i Kawaler Kryształowego Serca (2018).
Został pochowany 26 listopada 2018 r. na cmentarzu komunalnym w rodzinnym Ośnie Lubuskim.